# Ridderorden in Bahrein
Het Emiraat (koninkrijk) Bahrein werd in 1971 onafhankelijk. De Emir, Isa bin Salman al-Khalifa, stelde twee ridderorden en een aantal medailles in. Wij noemen:
- De Orde van Khalifa (Arabisch:"Wisam al-Khalifa") 1971
- De Khalifiyyeh-Orde van Bahrein